# جک فیلیپس
جک فیلیپس (به انگلیسی: jack phillips) یکی از افسرهای کشتی تایتانیک بود وی متولد ۱۱ آوریل ۱۸۸۷ بود و در حادثه غرق شدن کشتی تایتانیک در ۱۵ آوریل ۱۹۱۲ جان سپرد.
در شب آخر، فیلیپس به‌طور استثنایی مشغول پاک کردن پیام‌های عقب مانده ناشی از خرابی بی‌سیم بود. عدم موفقیت وی در پاسخ به سیگنالهای ورودی دلیل اصلی فاجعه عنوان شده‌است. هنگامی که کشتی بخار مسابا هشدار یخ را ارسال کرد، او آن را تأیید کرد، اما موفق به انتقال آن نشد. یکی دیگر از نزدیکان کشتی اس‌اس کالیفرنیا پیغام کاملاً نادیده گرفته شد. با این حال، بعد از برخورد آنها به کوه یخ، دیده شد که فیلیپس تمام تلاش خود را می‌کند تا برای کمک با کشتی‌های دیگر تماس بگیرد. جسد وی هرگز پیدا نشد.

## زندگی‌نامه
فیلیپس در ۱۱ آوریل ۱۸۸۷ در فارنکومب، ساری متولد شد. پسر جورج آلفرد فیلیپس، پارچه و ان (موسوم به سندرز)، خانواده فیلیپس اصل از آمد تروبریدگ، ویلتشایر، از یک اصل و نسب از بافندگان، بلکه در سراسر سال ۱۸۸۳. به فراکوب نقل مکان کرد فیلیپس با پنج خواهر و برادرش که فقط دو خواهر دوقلوی آنها تا بزرگسالی زنده مانده بودند، بالاتر از یک فروشگاه پارچه فروشی - گامونز - که پدرش در خیابان فرانکو اداره می‌کرد، زندگی می‌کرد. فیلیپس که در یک مدرسه خصوصی در فلوریدا تحصیل کرده و سپس مدرسه سنت جان استریت بود، به عنوان گروه کر در کلیسای کلیسای آواز می‌خواند.

## آرام‌اس تایتانیک
در مارس ۱۹۱۲، فیلیپس برای انجام سفر اول خود به بلفاست، ایرلند فرستاده شد تا به عنوان افسر اپراتور ارشد بی‌سیم در تایتانیک باشد. تایتانیک در ۱۰ آوریل ۱۹۱۲ از ساوت‌همپتون انگلیس به مقصد نیویورک، ایالات متحده حرکت کرد و در طول سفر، فیلیپس پیام‌های شخصی مسافران را منتقل می‌کرد و اخطارهای کوه یخ و سایر اطلاعات ناوبری را از کشتی‌های دیگر دریافت می‌کردند. عصر روز ۱۴ آوریل، فیلیپس در اتاق بی‌سیم روی عرشه قایق، پیام‌هایی را به کیپ ریس، نیوفاندلند و لابرادور ارسال می‌کرد.
مدت کوتاهی پس از ساعت ۹:۳۰، فیلیپس هشدار کوه یخ را دریافت کرد ولی هشدار نادیده گرفته شد
تایتانیک در ساعت ۱۱:۴۰ بعد از ظهر همان شب به کوه یخی برخورد کرد و شروع به غرق شدن کرد. وقتی کاپیتان ادوارد اسمیت وارد اتاق بی‌سیم شد و به فیلیپس گفت که آماده ارسال سیگنال خطر است، فیلیپس شروع به ارسال سیگنال خطر، کرد که تماس جدید او اس‌اواس است و گفت ممکن است آخرین فرصت ارسال سیگنال هشدار برای آنها باشد.»
فیلیپس به اتاق بی‌سیم بازگشت و گزارش داد که قسمت جلو کشتی دچار آبگرفتگی شد و آنها باید لباس و کمربند نجات بیشتری جلیقه نجات بپوشند.

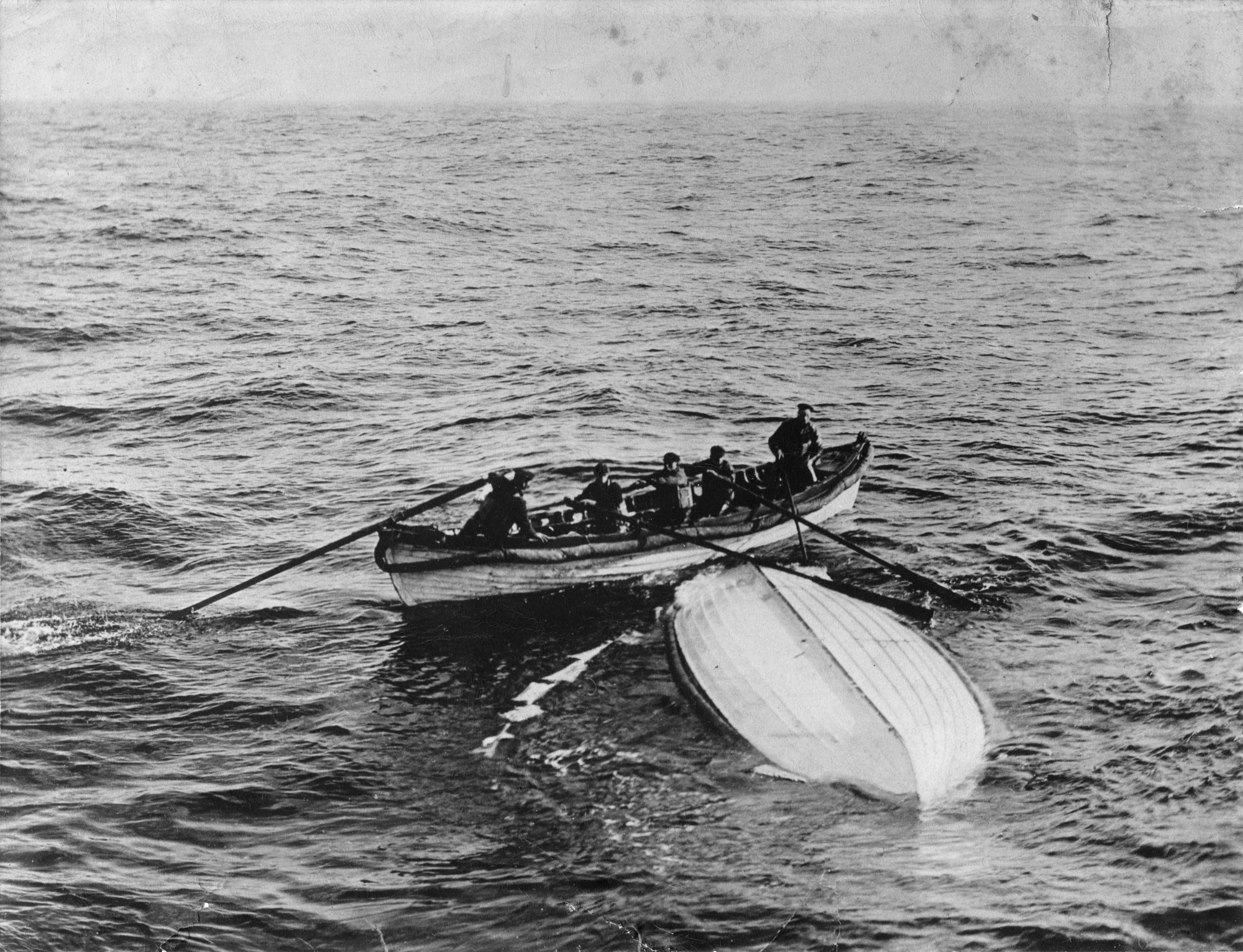
بسیاری از محققان بر این باور بودند که فیلیپس با وجود شواهد خلاف آن، در دریا جان باخته‌است.